# Папер
Папер — нубийский царь Старой Донголы.
Папер известен только из надписи, выцарапанной на стене церкви в Банганарти. Исходя из датировки стенной штукатурки, эта надпись может быть отнесена в XIV веку. Упомянутый в ней Папер называет себя царём города Тунгула. Тунгул — это нубийское название Старой Донголы. Подобный царский титул пока более нигде не зафиксирован. Конец царства Макурия скрыт во мраке истории, и эта короткая надпись имеет особое значение для понимания той эпохи. Вероятно, что в XIV веке царство Макурия распалась на несколько частей, и Старая Донгола, его прежняя столица, не была покинута, как считалось ранее, но, видимо, продолжала существовать как город-государство во главе с царём ещё на протяжении некоторого времени.